# Samuel Farber
Pour les articles homonymes, voir Farber.
Samuel Farber (né en 1939 à Marianao, La Havane, Cuba) est un universitaire et écrivain américain né et élevé à Cuba.

## Biographie
Né et élevé à Mariano, Cuba, Farber est arrivé aux États-Unis en février 1958. Il a obtenu un doctorat en sociologie de l'Université de Californie à Berkeley en 1969 et a enseigné dans de nombreux collèges et universités, notamment à UCLA et, plus récemment, au Brooklyn College de la City University de New York, où il est professeur émérite de sciences politiques. Ses recherches sur Cuba sont nombreuses et comprennent de nombreux articles dont deux ouvrages : Revolution and Reaction in Cuba, 1933-1960 (Wesleyan University Press, 1976) et The Origins of the Cuban Revolution Reconsidered (University of North Carolina Press, 2006). Il est également l'auteur de Before Stalinism: The Rise and Fall of Soviet Democracy (Polity / Verso, 1990) et Social Decay and Transformation: A View From The Left (Lexington Books, 2000). Farber a été actif dans le mouvement des lycéens cubains contre Fulgencio Batista dans les années 1950 et a été impliqué dans la politique socialiste pendant plus de cinquante ans.
Il écrit à propos de Cuba et de sa révolution. Il collabore également à plusieurs journaux latino-américains, tels que le journal uruguayen Brecha.

## Livres
- Revolution and Reaction in Cuba, 1933–1960, Wesleyan University Press, 1976
- Before Stalinism: The Rise and Fall of Soviet Democracy, Polity/Verso, 1990
- Social Decay and Transformation: View from the Left, Lexington Books, 2000
- The Origins of the Cuban Revolution Reconsidered, University of North Carolina Press, 2006
- Cuba Since the Revolution of 1959. A Critical Assessment0, Haymarket Books, 2011
- The Politics of Che Guevara: Theory and Practice, Haymarket Books, 2016